# Zhiying Zeng
Zhiying Zeng, nota anche con lo pseudonimo di Tania (曾志英S, Zéng ZhìyīngP; Henan, 17 luglio 1966), è una tennistavolista cinese con cittadinanza cilena.

## Biografia
Nata in Cina, è figlia di un'allenatrice di tennistavolo che le diede la possibilità di crescere vicino a un complesso sportivo frequentato da giocatori professionisti. È stata allenata da sua madre fino all'età di 9 anni, poi all'età di 11 anni è entrata in un'accademia sportiva d'élite, dove divenne una giocatrice professionista all'età di 12 anni e vinse un campionato nazionale juniores.
Zeng entrò per la prima volta nella squadra cinese di tennistavolo all'età di 16 anni. Secondo Zeng, il cambiamento delle regole nel 1986 che richiedevano che i due lati della racchetta da tennistavolo fossero di colori diversi danneggiò il suo gioco, poiché le piaceva confondere i suoi avversari cambiando spesso lato durante il gioco. Lo stile di gioco di Zeng era dunque diventato più prevedibile, facendola uscire dalle file della squadra nazionale cinese.
Nel 1989 Zeng accettò un invito per andare in Cile e diventare un'allenatrice di tennistavolo per gli studenti di Arica. Nel 2003, Zeng ricominciò a giocare per incoraggiare suo figlio a intraprendere questo sport: vinse tornei a livello nazionale nel 2004 e nel 2005, quando si fermò una volta che suo figlio fu abbastanza grande da viaggiare per le competizioni da solo. Nel 2005 si trasferì a Iquique, dove ha aperto una società di importazione nella Zona di Libero Scambio.
Dopo una lunga pausa, Zeng ritornò a giocare al tennistavolo durante la pandemia di COVID-19. Ha gareggiato per la prima volta nei tornei regionali a Iquique, prima di qualificarsi per la squadra femminile cilena per i Campionati sudamericani di tennistavolo del 2023 a Lima, dove ha vinto la medaglia d'oro del torneo a squadre femminile e due argenti nel singolare e nel doppio femminile. Successivamente Zeng ha partecipato ai Giochi panamericani del 2023 a Santiago del Cile, vincendo un bronzo nell'evento a squadre femminile insieme a Daniela Ortega e Paulina Vega: la sua prestazione sportiva, inclusa una rimonta in quattro set nel primo turno dell'evento singolare, l'ha portata a diventare un personaggio mediatico in Cile, tanto che persino il presidente cileno Gabriel Boric le ha inviato le congratulazioni sui social media.
Si è qualificata per le Olimpiadi estive di Parigi 2024, dove è stata battuta nel turno preliminare di qualificazione.